# Jean Roger de Beaufort
Jean Roger de Beaufort († September 1391), Sohn von Marie de Chambon und Guillaume II. Roger, war der Neffe von Papst Clemens VI. und Bruder von Papst Gregor XI.; nach der Wahl seines Bruders zum Papst wurde er zum Erzbischof von Auch, dann zum Erzbischof von Narbonne ernannt.

## Leben
Er war auch ein Bruder von Guillaume III. Roger de Beaufort und ein Onkel von Raymond de Turenne. Bevor er 1353 seinen ersten Bischofstitel erhielt, war er Vogt der Stiftskirche Saint-Pierre de Lille. Von hier stammt sein Beiname Flandrini.

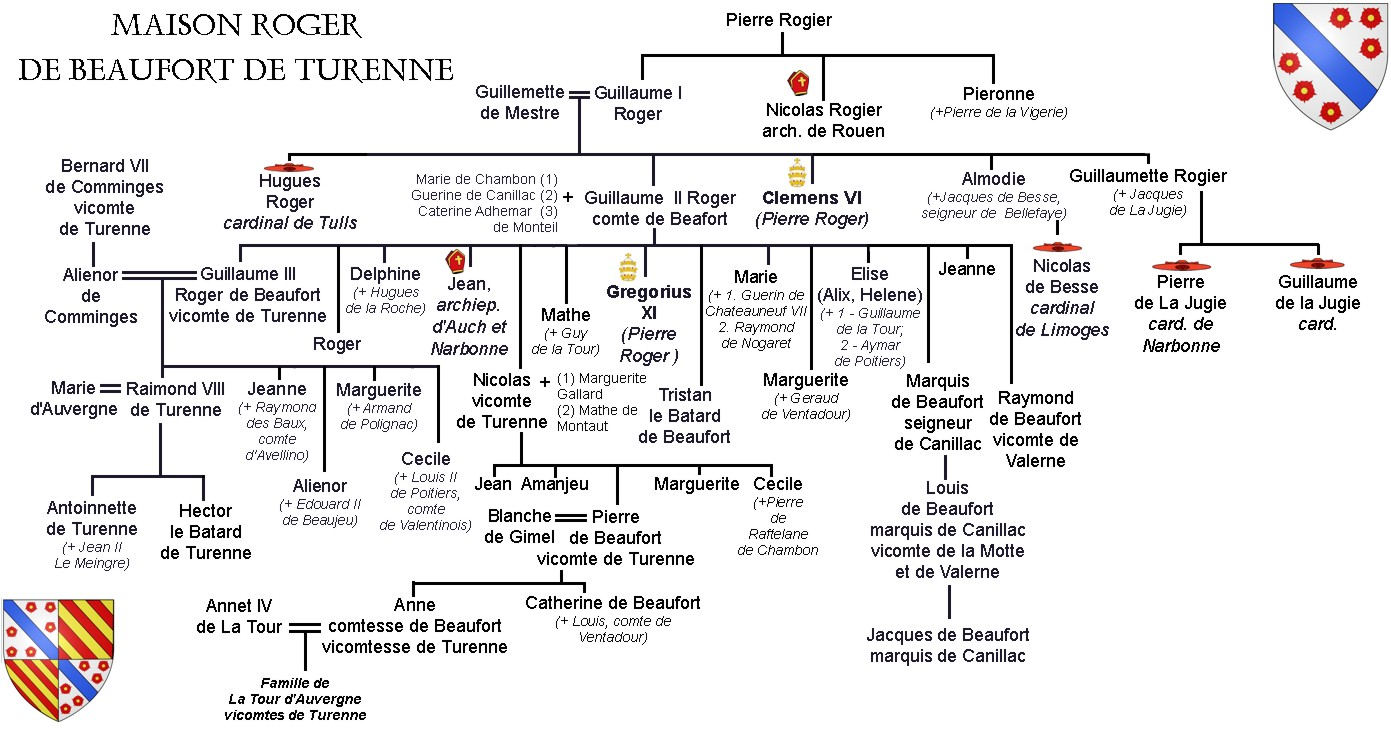

### Bischof von Rieux und Carpentras
Pierre Roger wurde am 15. Mai 1353 zum Bischof von Rieux ernannt, am 18. Januar 1357 zum Bischof von Carpentras. In seine Zeit fällt der Bau der ältesten heute noch genutzten Synagoge Frankreichs, die 1361 errichtet wurde: er hatte den Juden, eine Synagoge zu besitzen (uno escolo), deren Maße er mit 4 x 4 Toises carrées (etwa 61 Quadratmeter) festlegte. Sechs Jahre später gewährte derselbe Bischof den Juden aus Carpentras das Recht, ihren eigenen Friedhof zu haben.

### Erzbischof von Auch und Narbonne
Als sein Bruder Papst geworden war, ernannte dieser ihn zum Erzbischof von Auch (27. Juli 1371) bzw. Narbonne (27. August 1375) Er nahm am Ende seiner Karriere diplomatische Missionen für den Heiligen Stuhl an: Ranieri Sardo, der Chronist Pisas, berichtet von seiner Anwesenheit am Kongress von Sarzana im März 1378 anlässlich der Verhandlungen zwischen Gregor XI. und der Stadt Florenz.
Spuren möglicher Aufenthalte in Auch sind gering. Die Archive des Département Gers bewahren unter der Nr. AD 32, AA3, einen Ablassbrief von Jean Roger an die Auxitaner, die das Kloster Sainte-Marie-d’Auch geschändet hatten.